# Numeração brami
Numerais bramis são um sistema de numeração originário da Índia cuja primeira presença atestada é do século III a.C., algo recente, se comparado com outros sistemas decimais não posicionais, são ancestrais gráficos diretos dos atuais numerais hindus e ainda dos algarismos arábicos (ou indo-arábicos). Porém eram conceitualmente diversos desses sistemas posteriores pelo fato de não usarem sistema posicional com Zero. Em lugar disso, tinham símbolos próprios, além daqueles para unidades, para (10, 20, 30, etc.), para “cem” e “mil”, que eram combinados com ligaduras tipográficas com as unidades para indicar 200, 300..., 2000, 3000, etc.

## Origens
A origem dos três primeiros numerais parece bem clara, são grupos de um, dois e três traços, que aos tempos de Asoca eram verticais, como os numerais romanos, mas logo se tornaram horizontais como na atual numeração chinesa. Nas inscrições mais antigas, o quatro era representado por uma +, uma reminiscência do X da numeração coraste, ou ainda uma representação das quatro direções (pontos cardeais). No entanto, os outros numerais das unidades parecem ser arbitrários, mesmo nas inscrições mais antigas. Supõe-se por vezes que possam ser oriundos de grupos de traços, escritos junto com inscrições cursivas numa maneira similar ao que foi verificado no Antigo Egito com numerais hieráticos e demóticos, mas não há real confirmação para essa hipótese. Do mesmo modo, as representações para as dezenas não têm razões óbvias que justifiquem suas formas, embora 10, 20,... 80, 90 devam ter se baseado em círculo (como o “0”).

Numerais brami no século I

Algumas  similaridades entre representações gráficas dos números brami com os Hieráticos e Demóticos não são de uma conexão históricas, uma vez que muitas culturas totalmente independentes entre si registravam números por grupos de traços. Usando-se similares instrumentos de inscrições, as formas cursivas desses grupos de traços tendem a uma certa similaridade, sendo essa a mais razoável hipótese primária para as origens das simbologias brami.  
Outra possibilidade é aquela de que os numerais fossem acrofônicos, como os numerais do grego ático e com base na escrita coraste. Por exemplo,  chatur 4 logo depois tomou a forma ¥ muito semelhante à letra coraste ch; panca 5 parece muito como a letra  coraste p; e assim por diante com shat 6, sapta 7,  nava 9 (coraste sh, s, n). Porém, há problemas de épocas e registros, pois não há registros de todos esses numerais antes dos dois primeiros séculos d.C., 400 anos depois de Asoka. Ambas as hipóteses, de que os numerais brami sejam derivados de traços entalhados ou que sejam alfabéticos, são hoje puramente especulações, sem evidências para que decida a favor de uma delas.